# Lawrence Johnson
Lawrence Johnson (Norfolk, 7 maggio 1974) è un ex astista statunitense.

## Palmarès

### Giochi olimpici
- 1 medaglia:
  - 1 argento (Sydney 2000)

### Mondiali indoor
- 2 medaglie:
  - 1 oro (Lisbona 2001)
  - 1 argento (Parigi 1997)